# Čelina (Omiš)
Čelina falu Horvátországban Split-Dalmácia megyében. Közigazgatásilag Omišhoz tartozik.

## Fekvése
Splittől légvonalban 26, közúton 30 km-re, községközpontjától 6 km-re délkeletre, az Omiši Dinári-hegység alatt, Brač szigetével átellenben a tengerparton fekszik. Áthalad rajta az Adria-parti főút.

## Története
A közel nyolcszáz éves múlttal rendelkező település a hagyomány szerint nevét méhészeiről (pčelar) kapta, mely egy kor az itt élők fő foglalkozása volt. Első lakói az Ugričić nemzetség tagjai 35 fővel és 20 szolgával 1231 körül települtek át Boszniából előbb a Rogoznicához tartozó Goricára, majd a környező településekre. 1857-ben 50, 1910-ben 138 lakosa volt. 1918-ban az új szerb-horvát-szlovén állam, majd később Jugoszlávia része lett. A háború után a szocialista Jugoszláviához került. 1991 óta a független Horvátországhoz tartozik. 2011-ben a településnek 222 lakosa volt, akik főként a turizmusból éltek. Érdekesség, hogy lakosságának nagy többsége a Kovačić vezetéknevet viseli.

## Lakosság
| Lakosság változása | Lakosság változása | Lakosság változása | Lakosság változása | Lakosság változása | Lakosság változása | Lakosság változása | Lakosság változása | Lakosság változása | Lakosság változása | Lakosság változása | Lakosság változása | Lakosság változása | Lakosság változása | Lakosság változása | Lakosság változása |
| ------------------ | ------------------ | ------------------ | ------------------ | ------------------ | ------------------ | ------------------ | ------------------ | ------------------ | ------------------ | ------------------ | ------------------ | ------------------ | ------------------ | ------------------ | ------------------ |
| 1857               | 1869               | 1880               | 1890               | 1900               | 1910               | 1921               | 1931               | 1948               | 1953               | 1961               | 1971               | 1981               | 1991               | 2001               | 2011               |
| 50                 | 0                  | 75                 | 106                | 124                | 138                | 0                  | 0                  | 145                | 160                | 159                | 109                | 96                 | 116                | 182                | 222                |

(1857-ben, 1869-ben, 1921-ben és 1931-ben lakosságát Lokva Rogoznicához számították.)

## Nevezetességei
A település régi része Kovačći 2008 óta kulturális örökségi védelem alatt áll.

## Kultúra
A település hagyományőrző egyesületét a „Dica Čeline” egyesületet 2011-ben alapították.